# Nadadouro
Nadadouro is een plaats (freguesia) in de Portugese gemeente Caldas da Rainha en telt 1 422 inwoners (2001).